# Chorvatská realistická literatura

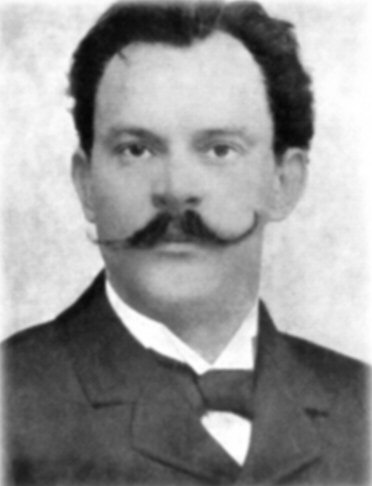
Chorvatský realistický básník Silvije Strahimir Kranjčević.

Podobně jako tomu bylo v jiných zemích a jiných národních literaturách, také chorvatská literatura vstoupila v druhé polovině 19. století do realistického období. Chorvatští realisté se, stejně jako jejich kolegové v dalších zemích, pokoušeli zaznamenat tvář chorvatských zemí své doby co nejvěrohodnějším způsobem. Témata pro tehdejší dobu byla jasná: úpadek šlechty, nové společenské vztahy, transformace venkova, vztahy mezi vesnicí a městem etc.

## Vymezení

### Časové
Chorvatský realismus zahrnuje období od roku 1860[zdroj?] až do roku 1895. Striktněji bývá vyčleněn pouze do dvou posledních dekád 19. století.[zdroj?] Zatímco v prvním z nich byl natolik dominující osobností August Šenoa, že se jí říká "Šenoova doba"[zdroj?], v tom druhém se objevila celá řada různých autorů ze všech koutů chorvatských zemí. Bývá také někdy označováno jako "zlaté období chorvatské literatury"[zdroj?] Právě Šenoa ve svých statích z poloviny 60. let 19. století žádal, aby se literatura přiblížila více lidu a vzdala se předchozích cílů.

### Regionální
Chorvatské země v této době neměly jedno jasné kulturní centrum (na rozdíl například od Srbska, či Uherska), a jednotliví autoři byli proto svázáni spíše se svým rodným krajem, než aby odcházeli do velkoměsta rozvíjet osvětovou činnost. Pokud do větších měst odcházeli, tak to bylo mimo země chorvatské, do významnějších center Rakousko-Uherska, či i do zahraničí. Nicméně, na rozdíl od dřívějších dob se nyní nevyprofiloval jako klíčový pouze jeden jediný region dnešního Chorvatska,ale naopak - realistickou tvorbu lze nalézt ve všech jejích oblastech - jak v Dalmácii (Vjenceslav Novak, Eugen Kumičić), tak v Záhřebu a okolí (August Šenoa), chorvatském Záhoří (Ante Kovačić, Ksaver Šandor Gjalski), či případně Slavonii (Josip Kozarac). Tito autoři se ve snaze přiblížit literaturu k skutečným poměrům - přesně v realistickém duchu - soustředili právě na své rodné kraje a jejich specifika.
V chorvatském prostředí se tomuto význačnému rysu realistické doby říká regionalismus (chorv. regionalizam).

## Cizí vlivy
Podobně jako v případě srbského realismu i u Chorvatů byl klíčový cizí vliv mnohem etablovanějších literatur, především ruské, či francouzské. Chorvatsko bylo integrální součástí Rakousko-Uherska a místní lidé tak mohli cestovat za vzděláním (resp. museli, neboť dlouhou dobu na území dnešního Chorvatska vhodná vysoká škola neexistovala)[zdroj?] do ostatních krajů Habsburské monarchie, včetně například i Českých zemí.

## Tvorba

### Próza

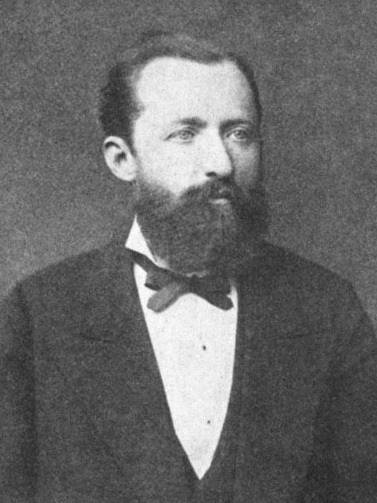
Ačkoliv August Šenoa nebývá považován za představitele ryzí realistické tvorby, on zavedl do literatury postupy, které nakonec inspirovaly řadu budoucích realistických autorů

Raní chorvatští realisté (či též protorealisté) především, Šenoa, Tomić, či Janko Jurković, se stali prvními průkopníky domácí prozaické tvorby a položili základy historickému románu. Šenoův odpor ke všemu starému, především uherské šlechtě a zaostalým podmínkám tehdejší doby byl vykreslen v jeho románu Seljačka buna (selská bouře), ve kterém se nebál odkrýt i řadu sociálních aspektů, to vše na pozadí skutečné historické události ze 17. století a se skutečnými historickými postavami (Matija Gubec). Tato tvorba však není považována za čistě realistickou; je označována občas tedy jako tzv. předrealismus, či protorealismus, neboť se v ní objevuje ještě nápadně mnoho romantických prvků. Vybraná historická doba těchto vznikajících románů, stejně jako jejich děj, nenápadně odkazovaly na aktuální dobu, především na vztahy mezi Chorvaty a Maďary a obecně poměry ve společnosti, což se těšilo mezi chorvatskými čtenáři nemalé oblibě.[zdroj?]
Po Chorvatsko-uherském vyrovnání se do popředí dostávala v chorvatské společnosti otázka, má-li mít království těsnější vazby s Rakouskem, nebo Uherskem. Strana práva, která v této době vstoupila na scénu, však nastolila zcela jiný kurz - žádala dodržování historického státního práva a žádala co největší míru samostatnosti pro Chorvatsko. Téma národní, které se objevovalo v různých podobách (ať už ilyrismus, či jihoslovanství) tak nyní bylo jasně konkretizováno. Řada realistů aktivních především během 80. let (Eugen Kumičić, Ante Kovačić, Ksaver Šandor Gjalski) proto ve své tvorbě zohlednila nejen aspekty sociální, ale také právě národní, přesně v duchu pravašských myšlenek a ideálů.[zdroj?]
S připojením Bosny a Hercegoviny k Rakousko-Uhersku vzplálo mezi Chorvaty nadšení, že bude tento po staletí ztracený kraj připojen k Chorvatsku a to se zároveň stane třetí rovnocennou jednotkou Habsburské monarchie. O tuto zaostalou hornatou zemi tak ve společnosti vzrostl zájem. Ve svých pracích se jí věnoval Josip Eugen Tomić, jeden ze spisovatelů, inspirovaných Šenoou. Namísto romanticky, či sentimentálně laděného pohledu na tento kraj však Bosnu a její historické události přednesl novým způsobem, který nejen skoncoval s dosavadním pohledem na ni, ale také si získal značný ohlas mezi chorvatskými čtenáři.  Nebyl však jediným, kdo se zajímal o Bosnu; například zaznamenávání lidových písní a příběhů se věnoval také i Nikola Tordinac, významný chorvatský sběratel ústní lidové slovesnosti.
Jak již bylo v této době zvykem, uveřejňovali chorvatští realisté svá díla v literárních časopisech, mezi které patřily například Hrvatska vila, Slavische Blätter, Glasonoš, či Vijenac.
Mezi oběma skupinami realistů nakonec vypukl spor,[zdroj?] který se projevil v oblasti redigování hlavního literárního časopisu Matice chorvatské: Vijence. Periodikum, které po dlouhou dobu spravoval právě August Šenoa, zahltily po jeho smrti spory mezi jeho nástupci, kteří se drželi ve své tvorbě jeho (a tedy i částečně romantických) postupů a nové skupiny realistů, která byla nacionalisticky již plně identifikována s chorvatstvím. Tyto tábory byly rozděleny i v oblasti politické příslušnosti; zatímco Šenoovi nástupci sympatizovali víceméně s tehdejší Lidovou stranou, jeho odpůrci byli především spojeni s Pravašským hnutím.[zdroj?] Pokračující sváry vedly nakonec k zániku Vjesniku, ke kterému došlo v roce 1903.

### Poezie
Realistická doba poezii příliš nepřála. Básně byly považovány za symbol předchozího období, hojně kritizovaného. Za významného realistického básníka mezi Chorvaty lze tak vnímat pouze Silvija Strahimira Kranjčeviće, národnostně rozhodně vyhraněného pravaše, či Franja Cirakiho, který se stejně jako Kranjčević pro svoji tvorbu inspiroval historickými událostmi.

## Další vlivy a nástup moderny
Ke konci 19. století se začal jako další umělecký směr projevovat v chorvatské literatuře také naturalismus. Ne však jako samostatný prvek, ale spíše jeho rysy pronikly do domácí tvorby. Osobností, která dala největší prostor naturalistickým vlivům ve svých pracích, se stal Eugen Kumičić.Kromě realismu a naturalismu ale ve svých dílech uplatňoval i romantické prvky, které v chorvatském realismu zakořenily již od dob Augusta Šenoy, který celou řadu spisovatelů, včetně právě Kumičiće, významně ovlivnil.
Za konec chorvatského realismu se považuje polovina 90. let 19. století, kdy se objevil první modernistický román Moć savjesti od Antuna Gustava Matoše.

## Autoři
Mezi chorvatské realisty a osobnosti s tímto směrem spojené se řadí tyto osobnosti:
- August Šenoa
- Eugen Kumičić
- Josip Eugen Tomić
- Ante Kovačić
- Janko Leskovar
- Ksaver Šandor Gjalski
- Vjenceslav Novak
- Silvije Strahimir Kranjčević
- Josip Kozarac
- August Harambašić